# Al-Shorta Sports Club
El Al Shorta Football Club (Police Sports Club, en árabe: نادي الشرطة الرياضي‎) es un club de fútbol de Irak, de la ciudad de Bagdad. Fue fundado en 1932 y juega en la Iraq Super League.

## Historia
El equipo fue fundado el 14 de noviembre de 1932 con el nombre Montakhab Al Shorta y es el tercer equipo de fútbol más viejo de Irak. El club representa a la Policía de Bagdad. Fue el primer equipo en ganar la Liga de Campeones Árabe. Es el único equipo del país, junto con el Al-Rasheed, que ha ganado alguna competición internacional.

## Uniforme
- Uniforme titular: Camiseta verde con dos rayas blancas a los lados, pantalón y medias de color verde.
- Uniforme alternativo: Camiseta blanca con mangas verdes, pantalón y medias blancas.

## Estadio
El Al-Shorta juega en el Al Shorta Stadium. Tiene capacidad para 7.000 personas.

## Jugadores

### Jugadores destacados
| - Nouri Fathi - Ahmed Gali - Yousif Mohammed - Yahya Abdul-latif - Zaki Jameel - Sabir Ahmed - Latif Shandal - Majeed Ali - Jassib Shanad - Basil Mahdi - Shakir Ismaiel - Bassim Abbas |  | - Gilbart Sami - Mudhafar Nouri - Reead Nouri - Abid Kadhim - Douglas Aziz - Basim Qasim - Faisal Aziz - Raad Hammoudi - Mohammad Tabra - Qasim Mohammed - Ali Hussein - Abdul-Fatah Nasif |  | - Shakir Mahmoud - Saad Kies - Younis Abid-Ali - Emad Hashim - Reead Abdul-Abbas - Hashim Ridha - Nashat Akram - Samal Saeed - Khaldoun Ibrahim - Mustafa Karim |

## Palmarés

### Torneos nacionales
- Liga de Institutos (6):

1963, 1967, 1968, 1969, 1970, 1972
- Liga Premier de Irak: (8):[3]

1980, 1998, 2013, 2019, 2022, 2023, 2024, 2025
- Umm Al Ma’arak Cup (3):

2000, 2001, 2002
- Arab Police Championship Cup (3):

1976, 1978, 1985
- Brotherhood, Love and Peace Cup (1):

2013

## Torneos internacionales
- Liga de Campeones Árabe (1): 1982
- Al-Quds International Championship (1):2002
- President's Gold Cup (1):1983
- Olympic Gold Cup (1):1939
- Al Quwa Al Jawiya Cup (1):1939
- Taha Hashemi Cup (1):1938

## Participación en competiciones de la AFC
| Temporada | Torneo                               | Ronda       | Club                | Casa  | Visita | Global    |
| --------- | ------------------------------------ | ----------- | ------------------- | ----- | ------ | --------- |
| 1971      | Copa de Clubes de Asia               | 1           | Punjab FC           |       |        | 6-1       |
| 1971      | Copa de Clubes de Asia               | 1           | Bangkok Bank FC     |       |        | 2-0       |
| 1971      | Copa de Clubes de Asia               | Semifinales | Taj FC              |       |        | 2-0       |
| 1971      | Copa de Clubes de Asia               | Final       | Maccabi Tel Aviv FC | w.o.1 | w.o.1  | w.o.1     |
| 1998      | Copa de Clubes de Asia               | 1           | Seeb FC             | 2-0   | 2-3    | 4-3       |
| 1998      | Copa de Clubes de Asia               | 2           | Bargh Shiraz FC     | 1-1   | 2-1    | 3-2       |
| 1998      | Copa de Clubes de Asia               | 3           | Köpetdag Aşgabat    | 1-1   | 0-4    | 1-5       |
| 2000      | Copa de Clubes de Asia               | 2           | Al-Wahda San'a'     | 5-0   | 0-0    | 5-0       |
| 2000      | Copa de Clubes de Asia               | 3           | Persépolis FC       |       |        | 0-0       |
| 2000      | Copa de Clubes de Asia               | 3           | Al-Hilal FC         |       |        | 0-1       |
| 2000      | Copa de Clubes de Asia               | 3           | FC Irtysh Pavlodar  |       |        | 3-2       |
| 2004      | Liga de Campeones de la AFC          | Grupos      | Sharjah FC          | 0-2   | 2-3    | 3º Lugar  |
| 2004      | Liga de Campeones de la AFC          | Grupos      | Al-Hilal FC         | 1-2   | 0-2    | 3º Lugar  |
| 2005      | Liga de Campeones de la AFC          | Grupos      | PAS                 | 1-1   | 0-1    | 4º Lugar  |
| 2005      | Liga de Campeones de la AFC          | Grupos      | Al Salmiya Club     | 0-1   | 1-3    | 4º Lugar  |
| 2005      | Liga de Campeones de la AFC          | Grupos      | Al-Rayyan           | 0-0   | 0-2    | 4º Lugar  |
| 2014      | Liga de Campeones de la AFC          | 1           | Al Kuwait Kaifan    | x     | 0-1    | 0-1       |
| 2014      | Copa AFC                             | Grupos      | Al-Qadisiyah        | 0-0   | 0-3    | 3º Lugar  |
| 2014      | Copa AFC                             | Grupos      | Al-Wahda            | 3-1   | 0-0    | 3º Lugar  |
| 2014      | Copa AFC                             | Grupos      | Al-Hidd             | 0-0   | 0-0    | 3º Lugar  |
| 2015      | Copa AFC                             | Grupos      | Al-Hidd             | 2-2   | 1-1    | 1º Lugar  |
| 2015      | Copa AFC                             | Grupos      | Al Jazira Ammán     | 1-1   | 4-0    | 1º Lugar  |
| 2015      | Copa AFC                             | Grupos      | Taraji Wadi Al-Nes  | 6-2   | 0-1    | 1º Lugar  |
| 2015      | Copa AFC                             | Octavos     | Al Kuwait Kaifan    | 0-2   | 0-2    | 0-2       |
| 2020      | Liga de Campeones de la AFC2         | Grupos      | Al-Ahli Saudi       | 0-3   | 1-2    | 3º Lugar  |
| 2020      | Liga de Campeones de la AFC2         | Grupos      | Esteghlal Tehran    | 0-3   | 0-1    | 3º Lugar  |
| 2024-25   | Liga de Campeones de Élite de la AFC | Liga        | Al-Nassr FC         | 1-1   | 1-1    | 11º Lugar |
| 2024-25   | Liga de Campeones de Élite de la AFC | Liga        | Al-Hilal FC         | 0-5   | 0-5    | 11º Lugar |
| 2024-25   | Liga de Campeones de Élite de la AFC | Liga        | Pajtakor Tashkent   | 0-0   | 0-0    | 11º Lugar |
| 2024-25   | Liga de Campeones de Élite de la AFC | Liga        | Al-Ahli Saudi       | 1-5   | 1-5    | 11º Lugar |
| 2024-25   | Liga de Campeones de Élite de la AFC | Liga        | Al-Wasl FC          | 1-3   | 1-3    | 11º Lugar |
| 2024-25   | Liga de Campeones de Élite de la AFC | Liga        | Persépolis FC       | 1-2   | 1-2    | 11º Lugar |
| 2024-25   | Liga de Campeones de Élite de la AFC | Liga        | Esteghlal Tehran    | 1-1   | 1-1    | 11º Lugar |
| 2024-25   | Liga de Campeones de Élite de la AFC | Liga        | Al-Ain FC           | 2-0   | 2-0    | 11º Lugar |

1- Al Shorta se rehusó a jugar la final por razones políticas.
2- En esta edición Al Shorta enfrentó un partido ante el Al-Wahda (Emiratos Árabes Unidos), sin embargo, posteriormente fue anulado debido al retiro del equipo emiratí.